# 北京南苑机场
北京南苑机场位于北京市丰台区，是中国历史上第一个机场。该机场停運前曾先後由中華民國空軍及中国人民解放军空军管理，停运前是曾有空军背景的中国联合航空的基地机场。南苑机场距离北京市区（南四环）3公里，距离天安门广场13公里，机场飞行区等级为4D。2019年9月25日，大興國際機場開始營運，南苑機場停止客運服務，但相關配套設施則因要解決提早轉場產生的混亂，而延至同年10月16日才停運。

## 历史

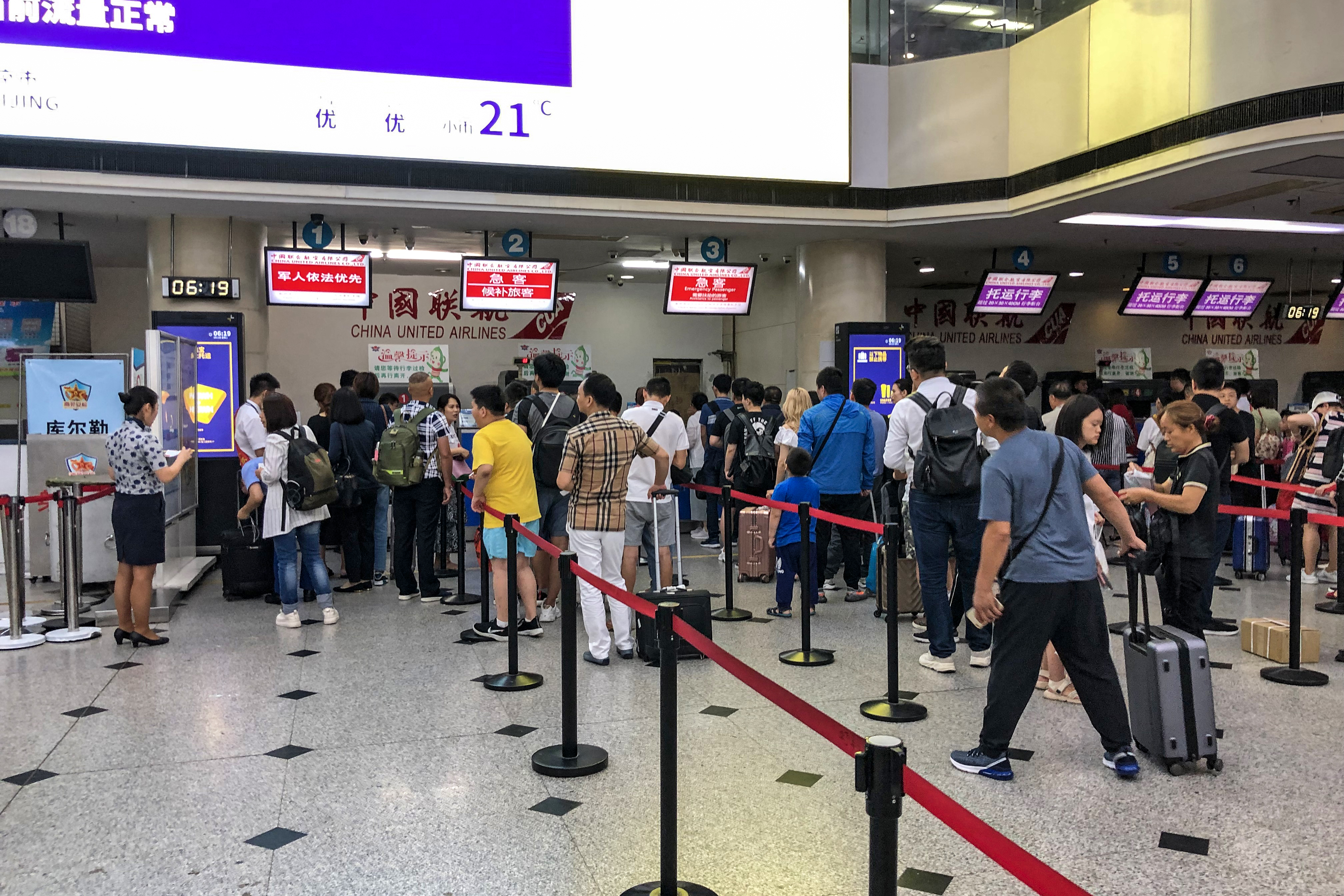
南苑机场中国联合航空值机柜台

1904年，南苑的毅军操场开始用于起降飞机。1907年7月，清政府在毅军操场修建了供飞机起降的简易跑道。1910年8月清政府筹办航空事业，在南苑开办飞机修造厂试制飞机，利用毅军操场简易跑道，供从法国购进的一架苏姆式飞机起降:10。自此，南苑机场成为中国第一个机场，也是世界最早的机场之一（美国最早的机场于1909年建立跑道及机场）。辛亥革命后，袁世凯采纳法国顾问的建议，于1913年8月在南苑创建了中国第一所正规的航空学校——南苑航空学校，并花费30万银元买进10架法国“高德隆”双翼教练机。第二次直奉战争后，航空学校停办，但它前后四期培养的100多名飞行员，在中国航空史上起了重要作用，有些人成为后来民航飞行的骨干。1920年5月7日，京沪航线北京至天津段开航，首航的亨德里·佩奇O型机当天从南苑机场飞往天津佟楼赛马场:10。
中国抗日战争时期，日本军对南苑机场进行了扩建，完善了航空指挥设施，更名为南苑兵营。1945年日本投降后，南苑机场成为国民政府和中华民国空军的重要机场之一，蔣介石专机在此降落，傅作义专机在此起飞，许多国民党军政大员曾在南苑机场登机，该机场同时由中国航空和中央航空两间民用航空公司使用:10。同年10月12日，南苑机场亦曾发生空难。
1948年12月，南苑机场被中国人民解放军占领。1949年8月，中国人民解放军第一个飞行中队在南苑机场成立，并执行了中华人民共和国开国大典的飞行任务。以后直到2009年的中华人民共和国国庆阅兵，南苑机场都担负着保障空、地受阅部队的训练任务。截至1957年，南苑机场已可起降图-104客机:10。
1953年2月19日，空军在北京南苑机场成立了空军中级指挥员训练班，调空军第四航空学校校长吕黎平任班主任。1958年，空军中级指挥员训练班改编为空军高级航空学校。1963年3月，更名为空军第一高级专科学校。1968年10月改编为空军第十三航空学校，后迁至山东济南。
1969年11月，空司通知，由空军第三十四师接收原空军第一高级专科学校所属的南苑机场，并组建为中国人民解放军空军南苑场站，执行团级权限。原驻沙河机场的空军第一〇二团迁驻南苑机场。1970年5月，根据空司关于空军飞行部队师、团番号冠以“航空兵”字样的通知，空军第三十四师番号全称改为“中国人民解放军空军航空兵第三十四师”，所属各团以此类推。驻南苑机场的空军第一〇二团因此改称“中国人民解放军空军航空兵第一〇二团”。
1986年，中国联航成立，并一直以南苑机场作为基地机场。后曾有停飞时段。
2008年，北京南苑机场经历了一个非同寻常的增长时期。总服务旅客数增长了80.1%，达到135万7038人次；货物装卸量达到13243吨，相比上一年增长65.6%。交通量也有显著增长，达到72.2%，为12245架次。
全日本空输曾计划于2008年北京奥运会期间开行来自东京羽田的预定包机服务，但未果。
根据北京市人民政府的规划，2019年北京大兴国际机场启用以后，北京南苑机场将停用拆除作都市開發用途，僅保留部分设施改建成航空博物馆。但在關閉前，南苑機場曾於2012及2016年略作擴建。
中联航于9月26日转场至大兴机场，南苑机场因此正式关闭民用航空。2019年9月25日当晚，随着最后一班中联航航班KN5830抵达南苑机场，长达109年客运服务的南苑机场正式宣布停止客运服务，最後一架飛機亦於同晚11時23分調往大興機場。而機場公安分局亦於兩日後結束，所有人員改隸首都國際機場公安隊伍；但是，為解決轉場工作倉促而引致的混亂，中聯航在南苑機場的服務櫃檯延至同年10月16日停運；至此，南苑機場所有設施均已關閉，但一直未拆卸。此前，军用航空也已搬迁到大兴国际机场西侧的南郊機場，但少量轟-6轟炸機在機場關閉後一年，仍舊駐紮在南苑機場。
2022年12月，南苑机场的航站楼被拆除，原址改建为方舱医院。

## 停止客运服务
2019年9月25日，随着中国联合航空KN5830（广州—十堰—北京南苑）抵达南苑机场，南苑机场正式停止客运服务。

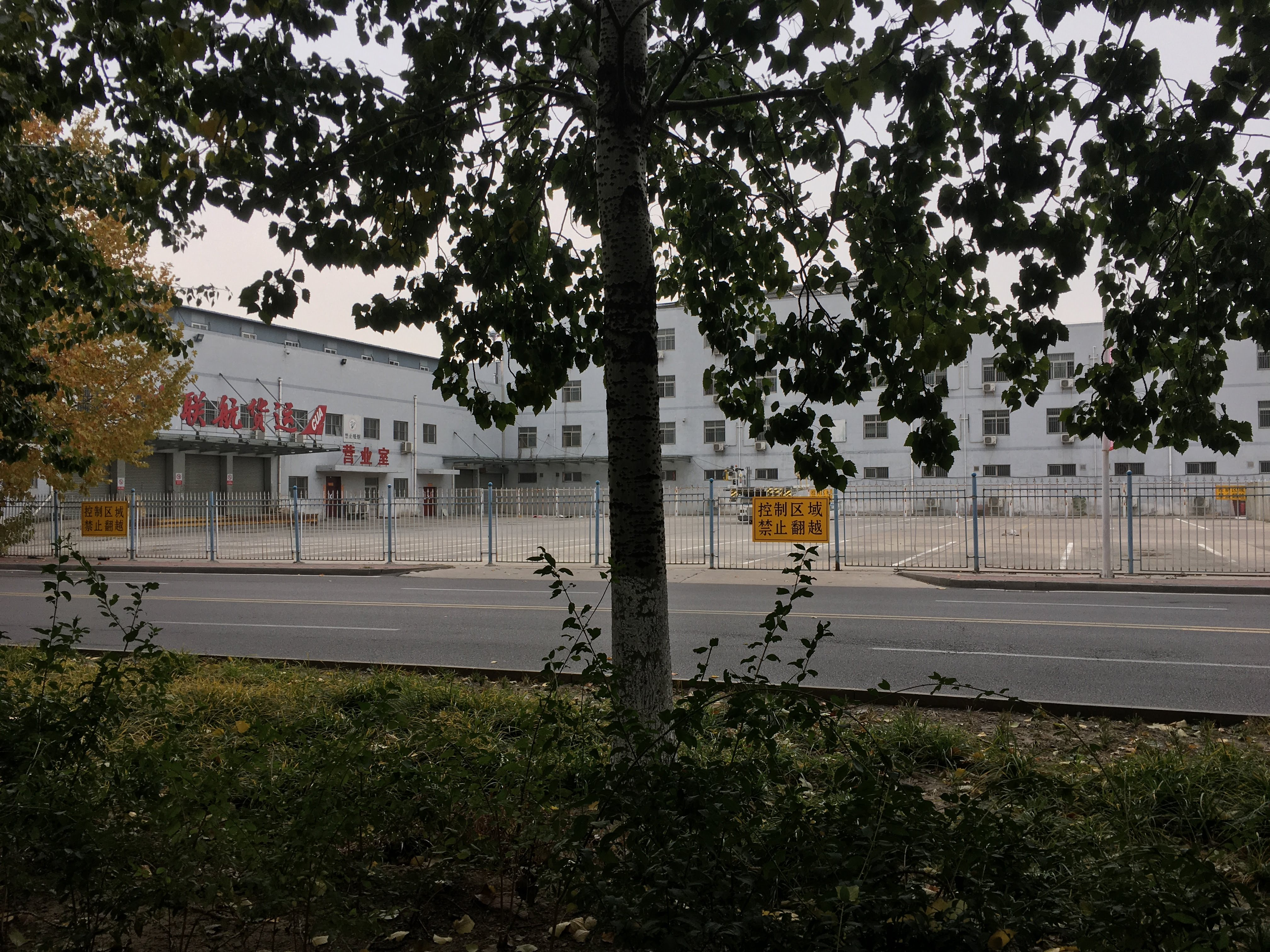
轉场后的南苑机场中联航货运站

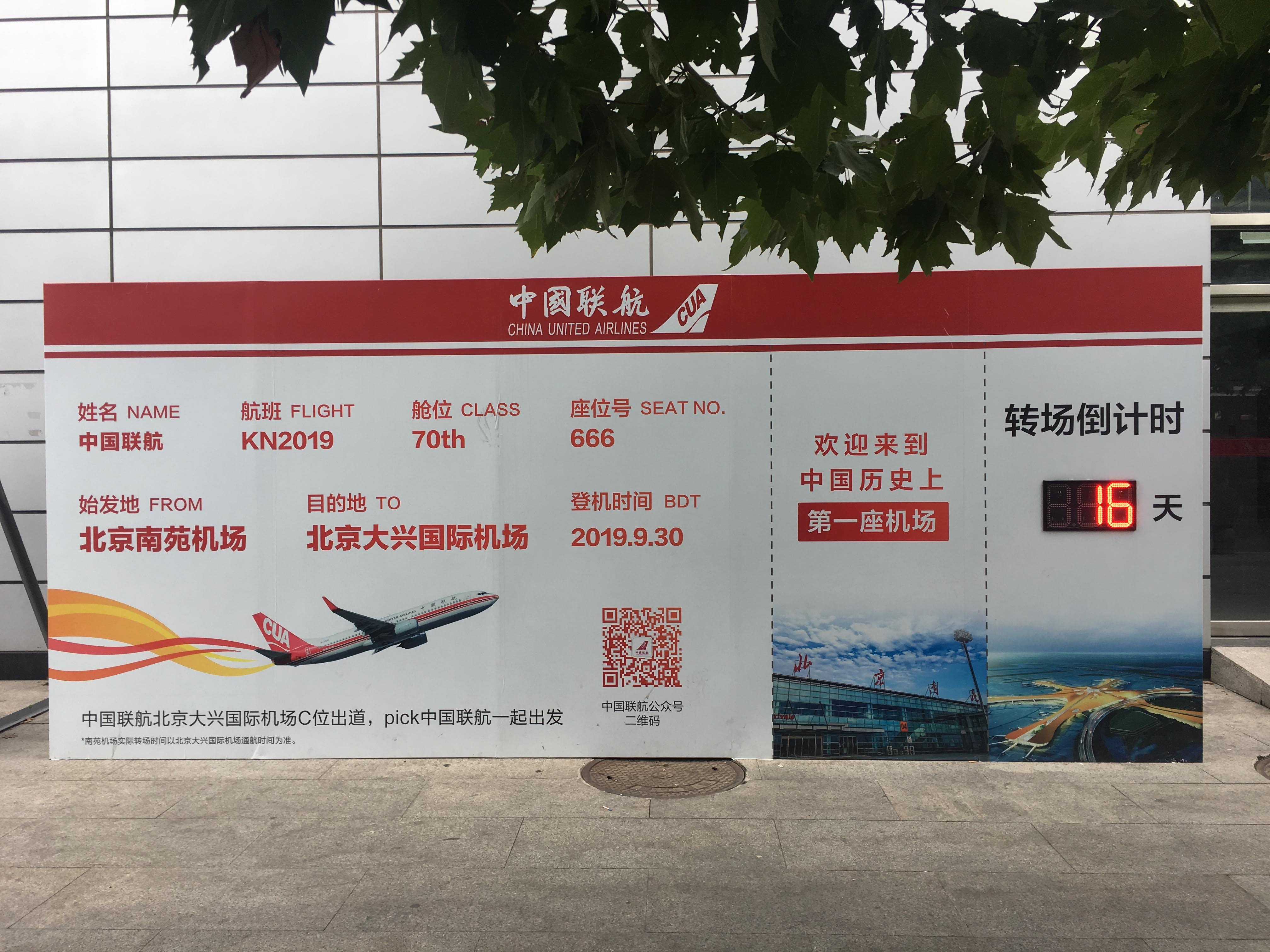
拍摄于北京南苑机场转场前几日立在大门口的一张登机牌

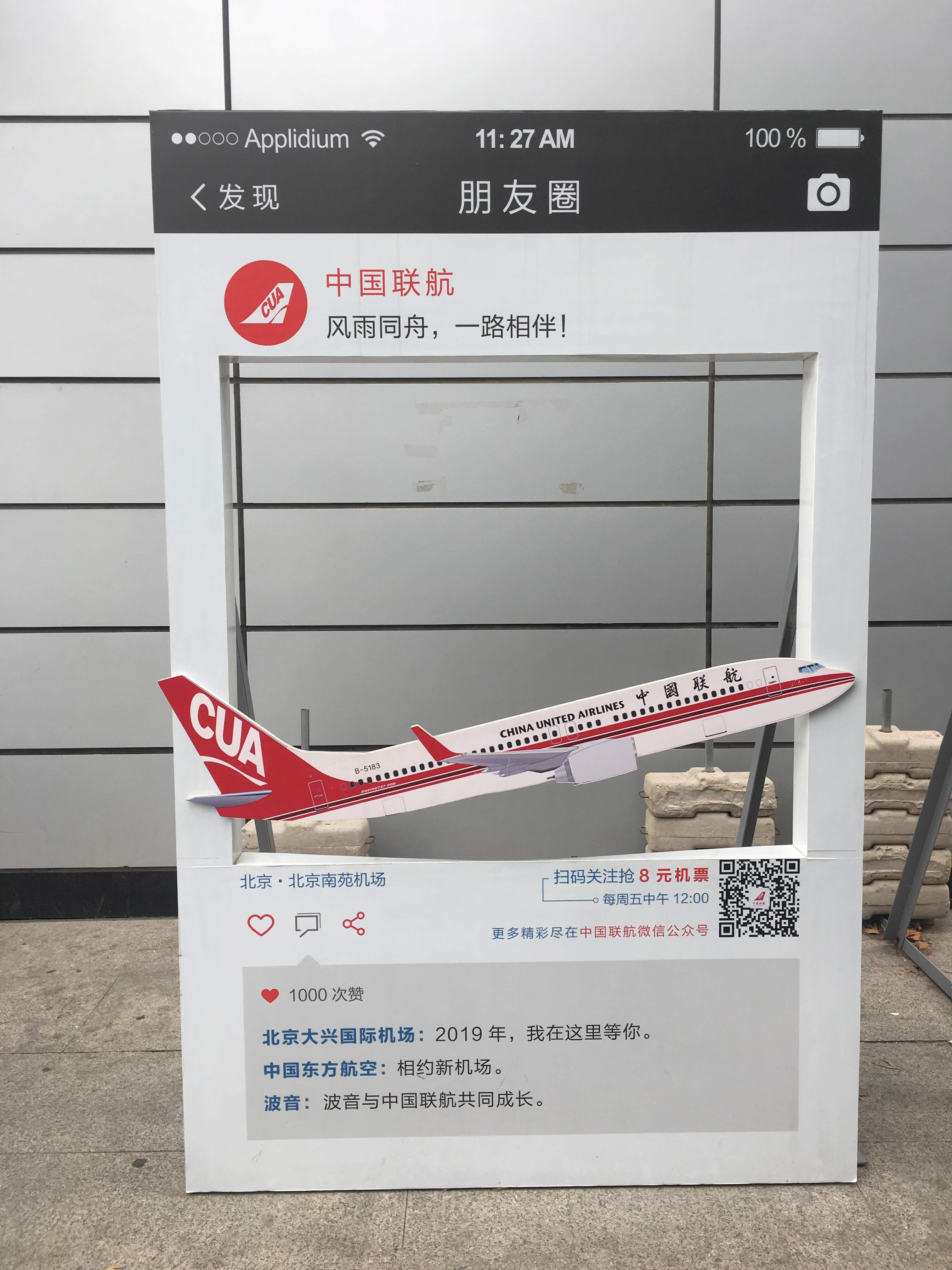
拍摄于北京南苑机场转场前几日